# 기상 레이더
기상 레이다(weather radar) 또는 기상 레이더 또는 기상 감시 레이다(weather surveillance radar, WSR) 또는 도플러 기상 레이다(Doppler weather radar)는 구름이나 미세한 물방울에 반사 및 산란해서 돌아온 전파를 수신하여 구름의 상태를 관측하는 레이더 장비이다. 전파의 산란은 물방울이나 얼음 입자의 크기와 양, 형태에 따라 좌우되며, 산란의 강도는 단위 부피속에 포함된 수적 입자의 양과 크기에 대해 정비례의 관계가 있으므로 수신된 신호 강도로 강우(降雨)의 강도(强度)를 추정할 수가 있다.
최근의 기상 레이더는 아날로그의 레이더에코 신호를 디지털 신호로 변환해 전자계산기 처리를 할 수 있게 되어 있다. 또 도플러레이더가 개발되어 사용되는데, 이는 비가 내리는 세기뿐만 아니라 전파의 도플러효과를 이용해 빗방울이나 눈송이가 안테나에서 멀어지거나 가까워지는 것을 알 수 있다. 따라서 일정한 간격을 두고 두 대의 도플러레이더를 설치해 같은 강수를 관측하면, 강수 내부에서 대기가 움직이는 모습을 알 수 있다.

## 나라별 관측소

### 대한민국

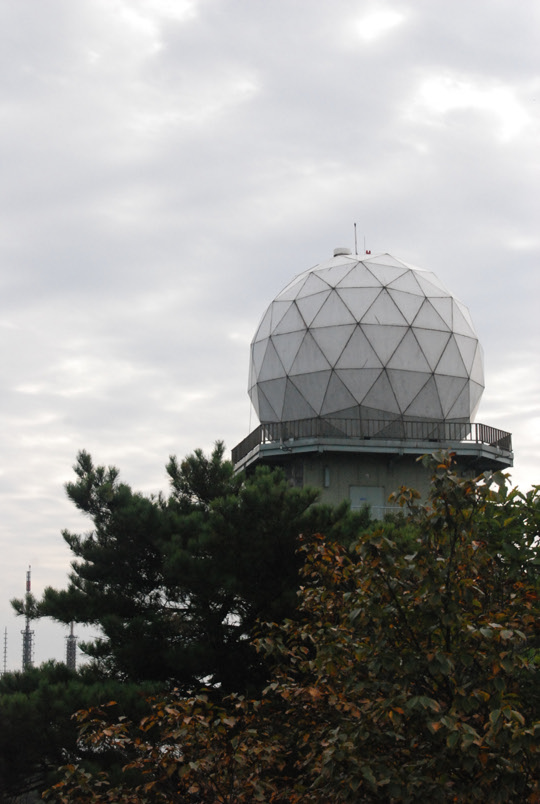
관악산에 있는 기상 레이더 관측소

기상청, 환경부, 과학기술정보통신부 등에서 총 31개의 기상 레이다를 운영 중이다.

#### 기상청
- 경기도 과천시 관악산 기상 관측소
- 인천광역시 옹진군 백령도 백령도 기상대
- 강원특별자치도 화천군 광덕산 기상 레이더 관측소
- 강원특별자치도 강릉시 강릉 기상 레이더
- 전북특별자치도 군산시 오성산 기상 레이더
- 경상북도 청송군 면봉산 기상 레이더 관측소
- 전북특별자치도 진도군 진도 기상대
- 부산광역시 서구 구덕산 기상 관측소
- 제주특별자치도 제주시 고산 기상 레이더 관측소
- 제주특별자치도 서귀포시 성산 기상대

##### 항공기상청
- 인천광역시 중구 인천국제공항

각 기상 레이더 관측소에서 관측된 영상자료는 기상청의 레이더영상합성장치를 거쳐 합성해 약 10분 간격으로 영상단말기를 통해 지방기상청이나 기상대로 분배한다. 이들 영상자료는 주로 태풍·집중호우·전선·뇌우 등과 함께 강수를 추적하고, 강수의 세기와 강수량을 추정하는 데 이용되고 있다.